# ジャワ海溝

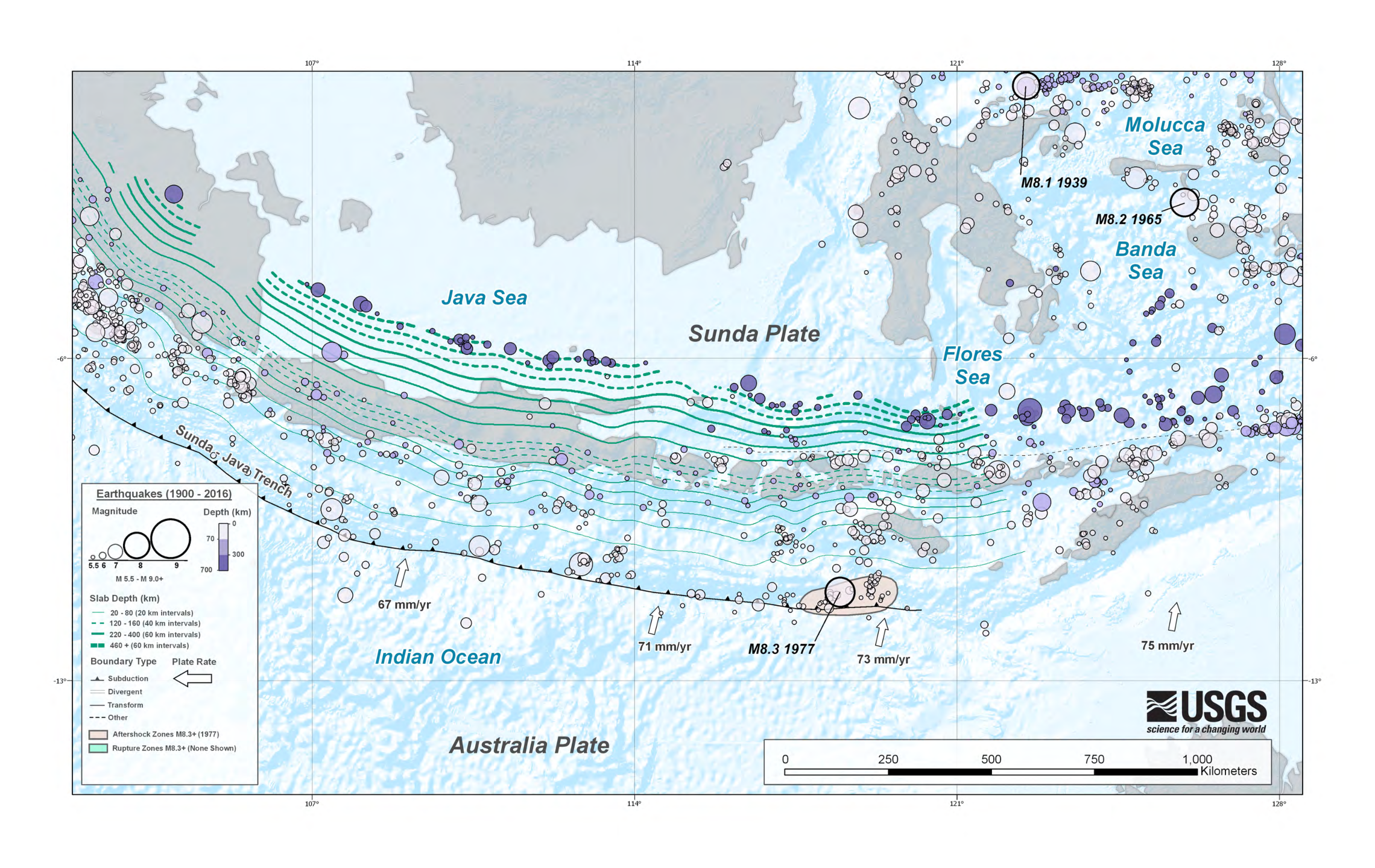
オーストラリアプレートがユーラシアプレートの下に沈み込み、その部分がジャワ海溝となっている。このプレートの沈み込みによって、過去幾度も地震を起こしている。

ジャワ海溝（ジャワかいこう、英: Java Trench）とは、広義ではアンダマン・ニコバル諸島の西沿岸から、スマトラ島、ジャワ島、小スンダ列島、タニンバル諸島の南西沿岸を経由して、カイ諸島南東沿岸に至る長さ約7,000kmの海溝。スンダ海溝（スンダかいこう、英: Sunda Trench）ともいう。
狭義のジャワ海溝は、上記のうち、スンダ海峡沿岸からスンバ島沿岸までを指す。また、上記のうち、アンダマン・ニコバル諸島沿岸の部分をアンダマン海溝、スマトラ島沿岸の部分をスマトラ海溝、スンバ島沿岸以東をティモールトラフとも言われる。
スンダ海溝は沈み込み帯のdeformation frontであり、北側のユーラシアプレートの下に、南側のインド・オーストラリアプレートが沈み込んでいる収束型境界である。
南西側に凸の弓なりの配置をしている。最深部は水深7,725 mで、ジョグジャカルタの南320 km付近にある。
ユーラシアプレート（スンダプレートおよびビルマプレート）とインド・オーストラリアプレートの境界であり、インド・オーストラリアプレートがユーラシアプレート下に潜り込んでいる。

## 地震
2004年のスマトラ島沖地震はジャワ海溝北端部を震源としている。この地震を契機に、ジャワ海溝付近では大きな地震が頻発している。
- ロンボク島地震 (2018年8月5日)